# Sergio Osmeña
Sergio Osmeña y Suico (9. září 1878, Cebu – 19. října 1961, Quezon City) byl filipínský politik. Byl 2. viceprezidentem Filipínského společenství a 4. prezidentem Filipín (2. Filipínského společenství). Založil Filipínskou stranu nacionalistů.

## Rodina
Jeho syn stejně jako jeho vnuk byli senátory, jeho druhý vnuk byl guvernérem provincie Cebu (místo, kde Osmeña narodil). Třetí vnuk je jeho starostou. Jeho pravnuk Miguel Osmeña studuje na kalifornské univerzitě.

## Politika
V letech 1944–1946 byl prezidentem Filipínského společenství a v letech 1935–1944 byl viceprezidentem.